# 提灯行列
提灯行列（ちょうちんぎょうれつ）は、祝賀の気持ちを表すために提灯を持って行う集団行動、パレード。
日本国内で発展したもの。

## 概要
提灯行列の始まりは定かではないが江戸時代の中期（1700年代）、京都の祇園御霊会（現在の祇園祭）では、神輿を迎える行事として提灯行列が行われた記録などが残る。全国に拡大した時期は明治時代以降で、欧米で行われていた松明を掲げて行進する祝賀行為などの影響を受け、学生や学校単位で実施したのが始まりとみられている。こうした流れでは1873年（明治6年）、医学校の外国人教授ミルレルの誕生日祝いに教員らが行なった例が見られる。
その後、日露戦争終結や天皇の即位などの節目には、全国的な行事として大規模な提灯行列が行われ、地方のローカルイベントでも提灯行列が行われる契機となった。第二次世界大戦後、昭和天皇の戦後巡幸において行われた記録（福島県飯坂温泉、福井県芦原温泉、石川県山中温泉など）が残るが、次第に機会が少なくなった。2000年代以降においては、福島県の「会津まつり」や。石川県の「金沢百万石まつり」など地域のお祭りや年中行事、祝賀行事と結びついて行われている。